# 1487
| 1487               |
| ------------------ |
| Dødsfald - Fødsler |
|                    |

| Gregoriansk kalender | 1487 MCDLXXXVII         |
| Ab urbe condita      | 2240                    |
| Armensk kalender     | 936 ԹՎ ՋԼԶ              |
| Kinesiske kalender   | 4183 – 4184 丙午 – 丁未 |
| Etiopisk kalender    | 1479 – 1480             |
| Jødisk kalender      | 5247 – 5248             |
| Hindukalendere       |                         |
| - Vikram Samvat      | 1542 – 1543             |
| - Shaka Samvat       | 1409 – 1410             |
| - Kali Yuga          | 4588 – 4589             |
| Iransk kalender      | 865 – 866               |
| Islamisk kalender    | 892 – 893               |

Konge i Danmark: Hans 1481-1513
Se også 1487 (tal)